# Mezincultuur
De Mezincultuur was een archeologische cultuur uit het laatpaleolithicum. Ze is vernoemd naar de site Mezin bij het gelijknamige dorp in het district Koropski van de oblast Tsjernigov in Oekraïne. De cultuur besloeg het grondgebied van de valleien van de Desna, Sejm, Midden- en Boven-Dnjepr, en in de eerste fase in de Boven- en Midden-Donregio gedurende de periode van 23.000 (25.000)  tot 14.000 (13.000) jaar v.Chr. 
De Mezincultuur was een cultuur van jagers (mammoeten, rendieren). Ze kenmerkte zich door een aanzienlijke ontwikkeling van de kunst. De decoraties op mammoetivoren voorwerpen tonen een zich herhalende meander, die lijkt op een swastika.
De Mezincultuur maakte deel uit van de Willendorf-Kostjonkicultuur, ook wel het Oost-Gravettien genoemd. Het was de derde archeologische cultuur van het gebied na het Desna-Moustérien en de Streletskicultuur, die een aanzienlijk groter grondgebied besloeg dan de Mezincultuur. De cultuur wordt geassocieerd met de komst van Pavlovien-mensen van de Donau (Willendorf, Neder-Oostenrijk) en Moravië via de Wisła- en Pripjat-dalen naar de Dnjepr-regio. Sommige verschillen in de cultuur van de oorspronkelijke Pavloviërs met de Mezincultuur duiden op een vermenging van de bevolking van de voorafgaande Streletskicultuur met de Pavloviërs.
- In de eerste fase, de fase van de opmars van de Pavloviërs naar het oosten, besloeg de Mezincultuur de middelste Dnjepr-regio (Kirillovskaja-site), de Desna (Mezin, Byki-1−2−4 (Peny), Soeponevo, Govoroecha, Minjevski Jar, Tsjoelatovo-1, Boezjanka, Chotyljovo-2) en Don-vallei (Oktjabrsk-2/1, Borsjtsjovo-2, Gagarino).
- In de tweede fase was er concentratie in de dalen van de Desna, Sejm, Midden- en Boven-Dnjepr (sites Chotyljovo-2, Borsjtsjovo-1, Jamy, Soeponevo, Mezin, Byki-1−2). Aan de Beneden-Don en de Oka bleef de lokale Kostjonki-Avdejevacultuur van het oostelijke Gravettien voortbestaan.

Op de Novgorod-Severski-site, die cultureel dicht bij de Poesjkari-1-site ligt, werden paleoantropologische vondsten gedaan: de oudste skeletdelen van de moderne mens bekend in het Desna-bekken, afgezien van de kies van een modern persoon uit Chotyljovo-2. Uit Tsjoelatovo-1 is een paleoantropologische vondst bekend van een bot en een fragment van de schedel van een moderne mens, gebruikt als kom, wat kan wijzen op ritueel kannibalisme.
Tussen 14.000 en 13.000 v.Chr. begon de Mezincultuur op de Magdalénien-cultuur te lijken. Dit was te wijten aan invloeden uit  West-Europa, waar het Magdalenien ongeveer 20.000 jaar geleden verscheen.